# Nissan Be-1
Nissan Be-1 – subkompaktowy samochód osobowy produkowany przez japońską firmę Nissan w roku 1989. Dostępny jako 3-drzwiowy hatchback. Do napędu używano silników R4 o pojemności jednego litra. Moc przenoszona była na oś przednią poprzez 3-biegową automatyczną bądź 5-biegową manualną skrzynię biegów. 

## Dane techniczne

### Silnik
- R4 1,0 l (988 cm³), 4 zawory na cylinder, SOHC
- Układ zasilania: gaźnik
- Średnica cylindra × skok tłoka: 68,00 mm × 68,00 mm
- Stopień sprężania: 9,5:1
- Moc maksymalna: 52 KM (38 kW) przy 6000 obr./min
- Maksymalny moment obrotowy: 75 N•m przy 3600 obr./min

### Osiągi
- Przyspieszenie 0-100 km/h: b/d
- Prędkość maksymalna: 140 km/h